# 索尔托人
索尔托人（Saulteaux，/ˈsɔːltoʊ/, SAWL-toh，法語發音：[solto]），又称平原奥吉布瓦人（Plains Ojibwe），是北美洲原住民族，主要分布在加拿大的安大略省、曼尼托巴省、萨斯喀彻温省、阿尔伯塔省和不列颠哥伦比亚省，是奥吉布瓦人的一支。「Saulteaux」一詞為法語，源自奥吉布瓦人在歷史上的其中一個常見稱呼「Baawitigong」之法語翻譯，意为“激流之民”。索尔托人是奥吉布瓦人各分支中分布区域靠西的一支，受到平原印第安人文化影响，因此其习俗与传统文化是平原文化和林地文化的混合。有时也被称呼为阿尼什那貝，即其所在的民族聯盟。

## 著名人物
- 亚当·比奇（英语：Adam Beach），演员[2]
- 菲尔·方丹（英语：Phil Fontaine），前第一民族理事会（英语：Assembly of First Nations）理事长
- 罗伯特·霍尔（英语：Robert Houle），艺术家[3]
- 阿尔·亨特（英语：Al Hunter (writer)），作家
- 威尔玛·佩利（英语：Wilma Pelly），演员[4]
- 珍妮弗·波代姆斯基（英语：Jennifer Podemski），演员[5]
- 汤米·普林斯（英语：Tommy Prince），二战和韩战英雄[6]
- 亨利·布沙（英语：Henry Boucha），冰球运动员